# Дудчин
Дудчин — хутор в Алексеевском районе (с 2018 года — городском округе) Белгородской области, входил в состав Меняйловского сельского поселения.

## Описание
Расположен в восточной части области, в 16 км к юго-востоку от районного центра, города Алексеевки. Сохранилось полтора десятка частных домов на Зелёной улице и кладбище, часть территории хутора заросла деревьями и кустарником.

## История
Хутор основан предположительно во второй половине XVIII века выходцами из Украины «при балке Дудчиной».
По состоянию на 1859 год на владельческом хуторе Лесиков (Дудчин) 1 стана Бирюченского уезда Воронежской губернии при балке Дудчиной в 58 дворах проживало 452 человека (226 мужчин и 226 женщин), действовал маслобойный завод.
Упоминается в Памятной книжке Воронежской губернии за 1887 год как хутор Дудчин (Лесиков) Алейниковской волости Бирюченского уезда. Число жителей обоего пола — 518, число дворов — 52.
По подворной переписи 1890 года на хуторе проживало 398 крестьян-собственников (212 мужчин, 186 женщин) в 56 хозяйствах. Всего было 29 грамотных и учащихся (все — мужского пола). Имелось 59 жилых домов, а также 13 кустарных промышленных заведений, приносивших доход 447 рублей в год, и одно промышленное предприятие, приносившее 100 рублей в год. Из скота было 68 лошадей, 110 волов, 35 коров, 33 головы гулевого скота и 26 телят, 142 овцы и 62 свиньи, также 11 хозяйств держали 107 ульев пчёл. Количество удобной надельной земли составляло 382,8 десятины, из них пашни — 175 десятин; также 47 хозяйств арендовали 484,7 десятин пашни. Из сельскохозяйственного инвентаря имелись 34 плуга, 33 сохи, 1 молотилка либо другое орудие, 104 телеги; 8 хозяйств не имели инвентаря. Надельная пашня обрабатывалась почти полностью своим скотом. Всего расходов у хозяйств в течение года было на 9411 рублей, доходов от продажи — 6159 рублей (в основном хлеба и скота), от промыслов (которыми занимались 51 мужчина и 6 женщин в 36 хозяйствах) — 1261 рубль, всего — на 8335 рублей.
По данным 1900 года на основе переписи 1897 года на хуторе Дудчинского сельского общества Алейниковской волости при реке Калитве вместе с выселком жило 412 человек (218 мужчин, 194 женщины, малороссы) в 62 дворах, владевшие 427,2 десятинами надельной земли. Имелось три маслобойных завода и восемь ветряных мельниц.
С апреля 1918 года хутор находился в составе Алейниковской волости Алексеевского уезда, с января 1923 года — в Луценковской волости Острогожского уезда. В 1920 году в хуторской школе 1-й ступени обучался 41 ученик, занятия вели два учителя.
По переписи 1926 года на хуторе Гарбузовского сельсовета Луценковской волости проживало 425 человек в 73 хозяйствах, была школа 1-й ступени с одним учителем.
С 1 июля 1928 года — в составе Гарбузовского сельсовета Алексеевского района ЦЧО. На 1 января 1933 года на хуторе насчитывалось 81 двор и 450 жителей, из них 378 человек работали в колхозе им. Ленина. Этот колхоз в 1950 году в ходе укрупнения вошёл в состав колхоза села Меняйлово, и в 1955 году хутор вошёл в состав Меняйловского сельсовета.
В 1964 году была завершена электрификация хутора, в 1966 году — закрыта начальная школа. В 1969 году земли хутора были присоединены к колхозу им. Ольминского, специализирующемуся на откорме крупного рогатого скота. В 1971 году здесь проживало 85 человек в 28 подворьях.
В 1980-е годы дорога до хутора была асфальтирована. С 1993 года земли вокруг хутора обрабатывались разными сельскохозяйственными организациями, с 2013 года — ЗАО «Агро-Оскол». В 2004 году хутор вошёл в состав Меняйловского сельского поселения.

## Население
| 1859 | 2002 | 2010 |
| ---- | ---- | ---- |
| 452  | ↘19  | ↘5   |

По переписи 1989 года — 35 человек, на 1 января 1994 года — 26 человек в 17 дворах. В 1997 году — 25 жителей в 16 дворах. По переписи 2002 года — 17 человек, все русские, по переписи 2010 года — 5 жителей (1 мужчина, 4 женщины).
На 1 января 2014 года — 15 жителей в 10 дворах, в 2020 году проживало 3 жителя.